# Euscyrtus fuscus
Euscyrtus fuscus är en insektsart som beskrevs av Sigfrid Ingrisch 1987. Euscyrtus fuscus ingår i släktet Euscyrtus och familjen syrsor. Inga underarter finns listade i Catalogue of Life.